# Hank Williams on Stage
Hank Williams on Stage è un album live della star del country Hank Williams.

## Il disco
L'album venne pubblicato dall'etichetta discografica MGM nel 1962 e vi è registrata una performance live di Hank Williams con il suo gruppo di supporto, i Drifting Cowboys.

## Tracce
- "Rovin' Cowboy" - :50
- "Wedding Bells" (Claude Boone) - 3:25
- "Lovesick Blues" (Irving Mills, Cliff Friend) - 2:53
- "I'll Have a New Body" - 2:07
- "Lost Highway" (Leon Payne) - 3:02
- "Joe Clark" - :29
- "Where the Soul of Man Never Dies" (Wayne Raney) - 1:31
- "Rovin' Cowboy" - :50
- "I'm a Long Gone Daddy" (Hank Williams) - 2:28
- "I'm Tellin' You" (Billy Hughes, Texas Jim Lewis) - 1:50
- "Bill Cheatam" - 1:00
- "When God Comes and Gathers His Jewels (Williams) - 2:54
- "The Blues Come Around" (Williams) - 2:46
- "I Wanna Live and Love Always" - 2:06

## Formazione
- Hillous Butrum - bass
- Don Helms - steel guitar
- Bob McNett - guitar
- Jerry Rivers - fiddle
- Hank Williams - vocals, guitar